# Mica Ertegun
Mica Ertegun (nume la naștere: Ioana Maria Banu; n. 21 octombrie 1926, București, România – d. 2 decembrie 2023) a fost o designer de interior și filantrop româno-american, recunoscută pe scară largă pentru contribuțiile notabile în design, artă și educație.

## Biografie
Născută la București, Mica era singurul copil al Nataliei Gologan și al doctorului Gheorghe Banu, un medic care a servit ca Ministru al Sănătății în cabinetul guvernului Goga, în timpul regelui Carol al II-lea. Și-a dobândit porecla „Mica” după ce bona ei germană îl auzea pe tatăl ei numind-o „cea mică”.
În timpul raidurilor aeriene ale Aliaților din al Doilea Război Mondial, Mica a fost evacuată din București la casa de la țară a familiei, în afara capitalei. 
În 1942, când avea 16 ani, s-a căsătorit cu Ștefan Grecianu, fiul unei alte familii de moșieri, care era cu 15 ani mai mare decât ea, mama lui fiind doamnă de onoare a reginei Maria a României.
Pe 10 ianuarie 1948, la unsprezece zile după ce regele Mihai a fost forțat să abdice de noul guvern comunist al României și la șapte zile după ce acesta plecase deja în exil, Mica și soțul ei au părăsit țara cu Trenul Regal, împreună cu surorile regelui și alte persoane din alaiul acestora, cei doi făcând parte din alaiul reginei Elisabeta a Greciei, călătorind cu pașapoarte Nansen, emise de Liga Națiunilor pentru apatrizi.
Aceștia au ajuns în Zurich, unde au fost cazați la hotelul Dolder Grand cu ajutorul cunoștințelor acestora, care i-au ajutat financiar.
Cu ajutorul unor prieteni de familie, s-au mutat Paris, unde Mica a obținut o slujbă ca model, timp de câteva luni, pentru casa de moda a lui Marie-Louise Bruyère, apoi, cu un împrumut de la niște prieteni canadieni, aceștia au cumpărat o casă pe malul lacului Ontario, la jumatatea drumului între Montreal și Toronto, unde au avut o fermă de găini, între 1952 și 1961.
În toamna anului 1958, Mica a călătorit la New York pentru a se întâlni cu ambasadorul Turciei la Națiunile Unite, în speranța că el ar putea să o ajute să-și scoată tatăl, bolnav de cancer, din România, unde fusese închis de comuniști, și să-l aducă în Statele Unite, unde ar fi primit un tratament mai bun pentru boala sa. Soția ambasadorului a invitat-o pe Mica să participe la o cină  unde, printre invitați se afla și Ahmet Ertegun, președintele și unul dintre fondatorii Atlantic Records, pe atunci în vârstă de 35 de ani, cu care, după ce a divorțat de Ștefan Grecianu, s-a căsătorit la pe 6 aprilie 1961.

## Cariera
În 1967, ea a cofondat MAC II împreună cu decoratoarea și autoarea Chessy Rayner⁠(d) (inițialele MAC reprezentând „Mica și Chessy”), concentrându-se pe proiecte rezidențiale și comerciale. Proiectele de design ale lui Ertegun au fost apreciate pentru eleganța și rafinamentul lor, inclusiv celebrul redesign din 1969 al etajului cinci al magazinului emblematic Saks Fifth Avenue.

## Filantropie
Eforturile filantropice ale lui Ertegun au fost numeroase, cu donații semnificative către Universitatea din Oxford, unde a înființat Programul de Burse Postuniversitare Ertegun în domeniul Umanisticii. Contribuțiile sale la patrimoniul cultural includ conducerea donațiilor pentru restaurarea Ediculului Sfânt de la Biserica Sfântului Mormânt din Ierusalim și crearea Atriumului Mica and Ahmet Ertegun la Jazz at Lincoln Center din New York.
Mica Ertegun a adus o contribuție esențială în restaurarea Ansamblul sculptural Constantin Brâncuși de la Târgu-Jiu, contribuind financiar și moral la proiect, implicând organizații internaționale și asigurând continuitatea inițiativei.

## Premii și onoruri
Pentru contribuțiile sale în domeniul filantropiei, educației și relațiilor culturale britanico-americane, Ertegun a fost distinsă cu titlul onorific de Comandor al Ordinului Imperiului Britanic (CBE) de către Regina Elisabeta a II-a în 2017. În 1993, a fost inclusă în Hall of Fame al revistei Interior Design, alături de cofondatoarea MAC II, Rayner. În 2023, a fost adăugată în Hall of Fame AD100 al revistei Architectural Digest.

## Decesul
Mica Ertegun a decedat, la vârsta de 97 de ani, în casa ei din Southampton⁠(d) (statul New York), pe 2 decembrie 2023.